# مبحث العلاج الكهربائي
مبحث العلاج الكهربائي هي مصطلح عام لاستخدام الكهرباء في العلاجات، أي في التخفيف من الأمراض وعلاجها. يتم استخدامه كعلاج، مثل العلاج بالصدمات الكهربائية وتحفيز كهربائي للعصب عبر الجلد.
في العمل الفني للتحليل الكهربائي الطبي، يلزم اتخاذ معظم الاحتياطات الدقيقة. يجب أن يكون محلول الدواء مع الماء النقي قدر الإمكان، المقطر مؤخرًا. يجب أن تكون المادة الإسفنجية التي تشكل القطب خالية من أي أثر للمواد الإلكتروليتية. ومن ثم يجب غسل جميع المواد المستخدمة في الماء المقطر. قطن ماص يجيب على جميع المتطلبات ويمكن شراؤه بسهولة. يمكن تحديد منطقة الإدخال بالضبط عن طريق قطع ثقب في ورقة من الجص اللاصق الذي يتم تطبيقه على الجلد والتي يتم الضغط على الأقطاب الإلكتروليتية عليها. الميزة الكبرى للطرق الإلكتروليتية هي أنها تمكن من استبدال العلاج العام بعلاج محلي صارم، ويمكن تشبع الخلايا تمامًا بالدرجة والعمق المطلوبين.
لا يمكن إدخال المطهرات والمواد القوية التي تخثر الألبومين محليًا بالطرق العادية، حيث أن الجلد غير منفذ لها، ولكن عن طريق التحليل الكهربائي يمكن إدخالها إلى العمق الدقيق المطلوب. تعتمد التأثيرات المحلية للأيونات على الجرعة. وبالتالي فإن جرعة ضعيفة من أيونات الزنك تحفز نمو الشعر، لكن الجرعة الأقوى تنتج موت الأنسجة. وبطبيعة الحال تنتج الأيونات المختلفة تأثيرات مختلفة.
يمكن أيضًا استخدام التحليل الكهربائي لاستخلاص أيونات من الجسم من أي ضرر، مثل حمض اليوريك وحمض الأكساليك من مريض يعاني من النقرس.